# Opal Ćwikła
Opal Ćwikła, właśc. Magda Sobiesiak (ur. 1999) – polska poetka i perfomerka. Propagatorka koncepcji dragu poetyckiego.

## Kariera
W 2022 roku została mistrzynią Lublina w slamie poetyckim w 2022 roku. 
Jej debiutancki zbiór poezji, UFOPORNO, został wydany w 2023 roku przez Staromiejski Dom Kultury w Warszawie. Za ten zbiór została lauretką poetyckiej nagrody Silesius za debiut roku.  
Jej wiersze były tłumaczone na niemiecki, czeski i hiszpański.